# Industria en España

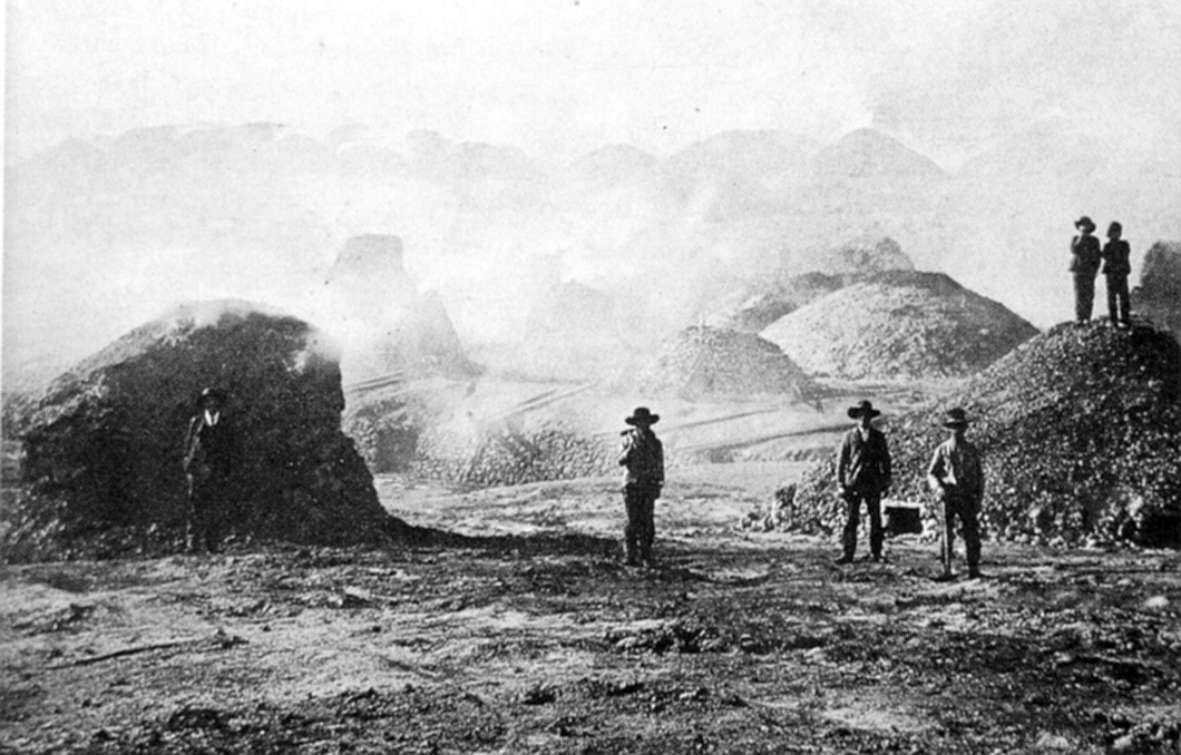
Explotación minera en Minas de Riotinto (Huelva)

España, desde la perspectiva de la industrialización, pertenece a la segunda generación de países industriales de Europa con una incorporación tardía, decenios después de la primera Revolución Industrial. En el periodo que va de 1840 a 1931 el país fue prioritariamente abastecedor de materias primas con destino a Europa Central y, en un segundo grado, desde mediados del siglo XIX, aunque de modo progresivo y acelerado, se incorporó como productor de bienes industriales.
Tardaría casi un cuarto de siglo más que los países más avanzados del norte de Europa y América del Norte en insertarse en la segunda fase de la revolución tecnológica; este desfase se recuperó rápidamente, en un corto plazo comprendido entre 1959 y 1974, que recibe el nombre de milagro económico español. La recesión mundial provocada por el encarecimiento de los precios del petróleo, a la que se añadió la competencia de la tercera generación de países industrializados que surgió entre algunos países del sudeste asiático, puso de manifiesto las debilidades estructurales del sistema industrial español, que experimentó durante los diez años siguientes como en Francia y Estados Unidos, una de las crisis más consistentes entre los países industrializados.
La condición de España hasta los años cincuenta, dependiente del exterior para el abastecimiento de tecnologías y capitales, se reflejaron en la misma distribución funcional del espacio. La industrialización de Barcelona, la vertiente septentrional vasca, con sus áreas adyacentes, convirtió a estas regiones en los centros de la economía española, dejando para el resto el papel de abastecedores de materias primas y de energía, además de constituirse en el mercado de los productos manufacturados. Más adelante los procesos de industrialización se extendieron por toda la franja levantina comprendida entre dos densos ejes industriales, el cantábrico y el mediterráneo, entre los cuales se extiende un eje menor formado por la depresión del Ebro, y a los que se añadió en forma extraordinaria Madrid. Durante la crisis de 1973 se manifiesta el declive del eje cantábrico, especialmente con la disminución del primitivo tejido industrial en Cantabria. Continuó el dinamismo del eje mediterráneo, así como los procesos de reconversión y relocalización de las regiones industrializadas y de los núcleos dispersos surgidos en las regiones periféricas.
Tras la larga fase de ajuste (1977-1984) para numerosos sectores, empresas y territorios, que estabilizó la producción final y acarreó importantes reducciones en las plantillas laborales, se inició un periodo de recuperación y crecimiento (1985-1990).
El Programa de Ayudas a la Reindustrialización es una línea de actuación del Ministerio de Industria y Energía que juega un importante papel en el desarrollo económico y social del conjunto de la nación mediante la creación de nuevo tejido industrial, o adaptación del existente, a las mejoras tecnológicas disponibles en los ámbitos territoriales de menor renta y los especialmente afectados por procesos de reestructuración o deslocalización industrial.

## El nacimiento de la industria moderna
El proceso inicial de industrialización, tuvo lugar en cuatro etapas. El proyecto ilustrado de modernización incluyó grandes manufacturas reales de inspiración colbertista, en sectores de interés estatal, como el armamento, los productos de lujo (porcelana, cristal, tapices) y los monopolios públicos (tabaco); mientras que en lo que respecta al sector algodonero (más comparable a las instalaciones textiles de la primera revolución industrial inglesa), afectó sobre todo a Barcelona (fábricas de indianas, Historia de la industria del algodón en Cataluña), pero no tendrá continuidad por razones bélicas. Entre 1830 y 1854, de nuevo Cataluña incorpora algunas innovaciones textiles con la mecanización del algodón; en Asturias se inicia la siderurgia, y en Málaga se crea otra siderurgia que pronto fracasaría. Entre 1854 y 1866, la construcción de gran parte de la red ferroviaria se convierte en el factor principal de unidad del mercado nacional, contribuyendo decisivamente a consolidar la industria textil catalana. Por fin, en el período 1874-1898, se refuerza el proceso de industrialización en los sectores textil y siderometalúrgico de Cataluña y la franja cantábrica, respectivamente, porque son zonas más accesibles a Europa debido a su situación costera septentrional, y en el caso astur-vasco porque, además, es la zona mejor dotada en recursos básicos, como el carbón y el mineral de hierro.

### ElsigloXVIII

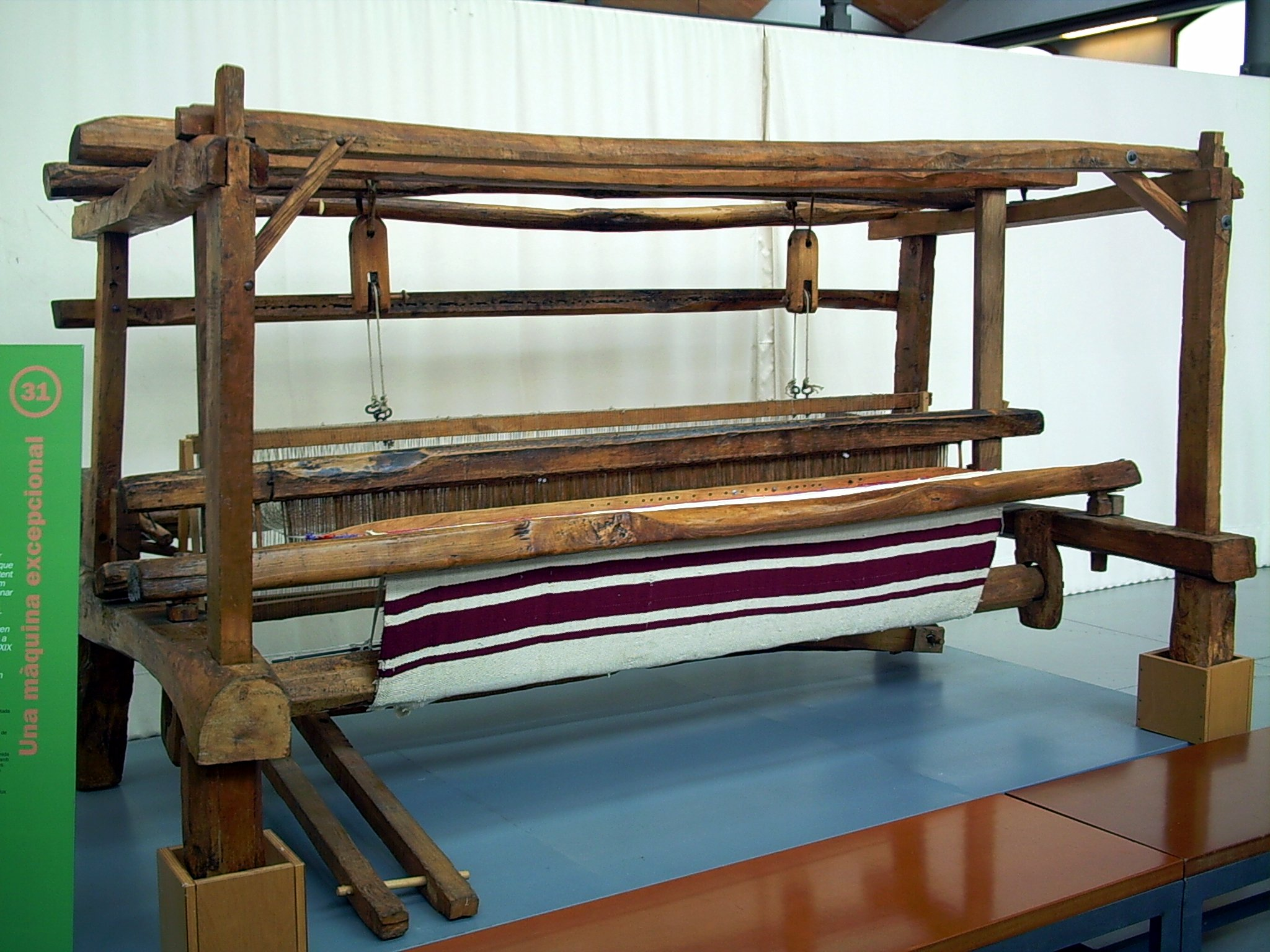
Telar tipo "Jenny", en el Museo de la Ciencia y de la Técnica de Cataluña, de Tarrasa (España)

Barcelona y la vertiente septentrional vasca tenían ya una rica tradición comercial, artesana y de relaciones internacionales con Europa y América, muy propicia a la innovación. Este ambiente favorable acogió en la primera mitad de siglo, en Cataluña, las nuevas técnicas de trabajo del algodón y de la siderometalurgia, que estuvieron a punto de introducirse en Vascongadas y lo hicieron débilmente en Asturias. La Guerra de la Independencia primero y las Guerras Carlistas después frustraron estos proyectos.
Las primeras manufacturas de indianas y lienzos estampados aparecieron en Barcelona durante el primer tercio de siglo, en los años 1720 y 1730, al abrigo de una política proteccionista, con medidas tales como prohibir la entrada de géneros extranjeros y asignar subsidios a la importación del algodón y de otras materias primas. Según se desprende de las «Ordenanzas de Fábricas de Indianas, Cotonadas y Blavetes», que fomentan la calidad de la producción y obstaculizan la proliferación anárquica de los establecimientos. En 1756 existen ya 15 fábricas con franquicia real, y otras tantas sin ella. En la segunda mitad de siglo sigue la expansión: 25 unidades, de las que 2 se hallan en Manresa y una en Mataró. Se trata de fábricas de escasa dimensión, con 100 telares la mayor, y entre 14 y 50 la mayoría. En 1775, además del número de fábricas de indianas, se sabe que entre todas dan empleo a unas 50 000 personas, en su mayor parte mujeres y niños. En la década de 1780 el número de establecimientos controlados se eleva a 62.
Por lo que respecta a las fábricas de algodón, el aumento es también progresivo: en 1796 hay un total de 135 fábricas de estampado de lienzo y algodón, más 35 fábricas de tejidos de diversos tipos. De acuerdo con este ritmo de crecimiento, Cataluña ocupa en 1785, fecha en que se introducen las primeras máquinas tipo "Jenny" a la Real Compañía de Hilados de Algodón de Barcelona (creada por Carlos III), el segundo lugar como potencia algodonera, detrás de Inglaterra. El mercado nacional, y sobre todo el americano, son los clientes del hilado y tejido de algodón, sector que en vísperas de la guerra de la Independencia ocupa a más de 20 000 personas, que trabajan en más de 4.000 telares distribuidos en pequeñas empresas de tipo familiar. La destrucción de la infraestructura textil durante la guerra es el punto final de esta dinámica de corte europeo.
En cuanto a Vascongadas, la Real Sociedad de Amigos del País intenta crear un ambiente propicio para las nuevas técnicas de trabajo del hierro, mediante el envío de «becarios» a Suecia e Inglaterra, y el estudio y la experimentación en el Seminario de Vergara. La mentalidad conservadora de la burguesía y de la nobleza, dueñas de las ferrerías, supone un obstáculo a estas iniciativas, así que la actividad vasca continúa centrada durante el último tercio del siglo XVIII en el comercio que se ejerce desde Bilbao y San Sebastián, en Vitoria y en los puertos secos o aduaneros de Tolosa y Valmaseda, así como en Azpeitia.
Tampoco tienen éxito los esfuerzos realizados en Asturias para modernizar la explotación del carbón e iniciar la siderurgia.

### ElsigloXIX

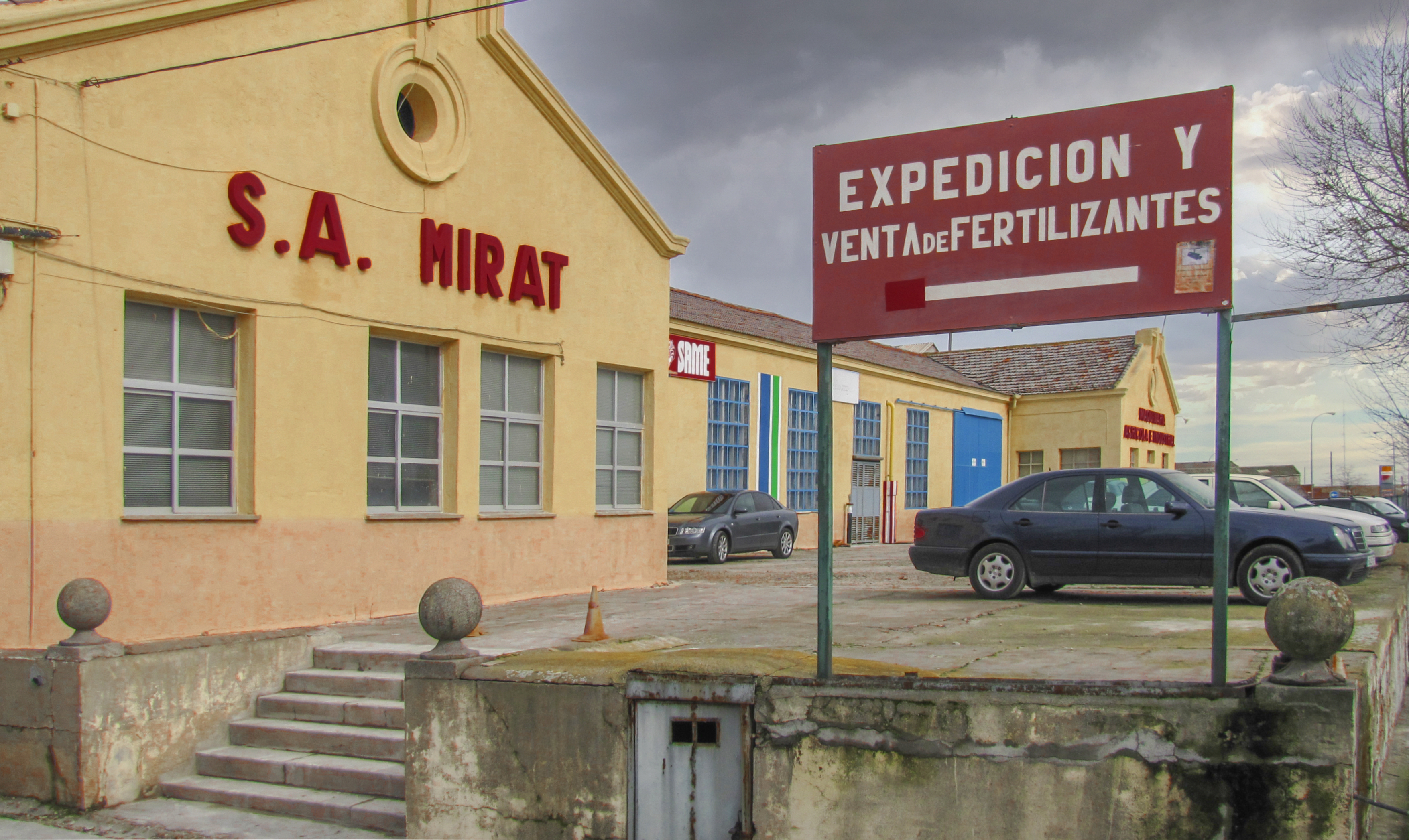
En 1812 se fundó la fábrica de abonos y fertilizantes S.A. Mirat, en Salamanca

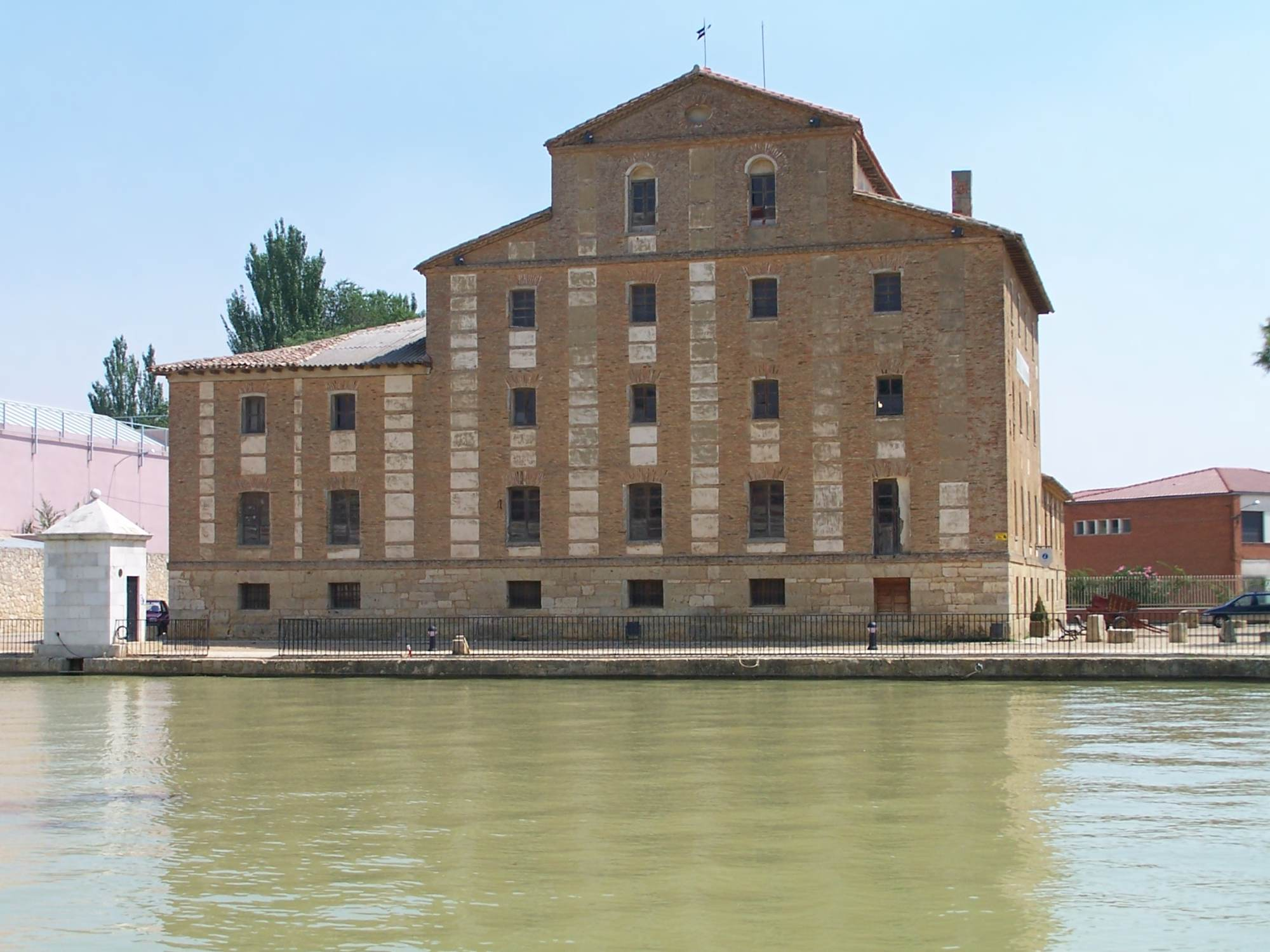
Fábrica de harinas San Antonio en Medina de Rioseco (Valladolid)

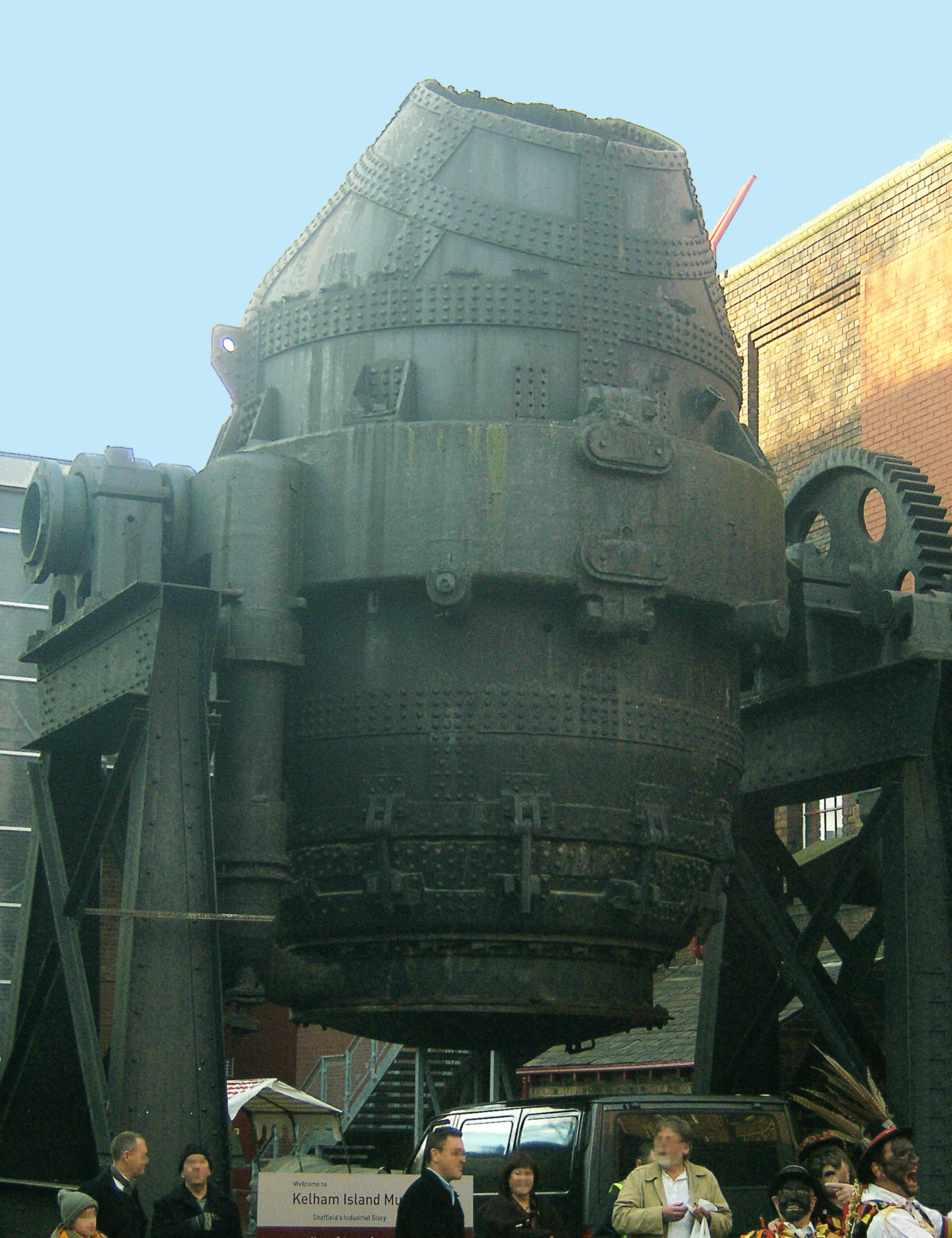
Convertidor Bessemer, que mejoró la calidad del acero siderúrgico

Dos sectores que en el centro europeo aparecen como catalizadores de la revolución industrial, el agrario y el comercial, no sufrieron cambio alguno en la España del siglo XIX. El sector agrario continuó fijado a las estructuras tradicionales de orden técnico e institucional, y por ello no demanda productos de la siderurgia ni de la química. Pero lo más significativo son las estructuras agrarias, caracterizadas por la acumulación de la tierra en régimen de latifundio en la mitad meridional del país, y por la fragmentación de la propiedad en multitud de explotaciones en la mitad septentrional. Se añaden a los hechos anteriores unos bajísimos niveles de renta de los campesinos, lo que reduce también la demanda potencial de bienes para un posible mercado industrial.
Entre otros factores que obstaculizan la modernización, hay que citar la inestabilidad que suponen los numerosos cambios de gobierno, lo que se traduce en una política industrial contradictoria. Al proteccionismo moderado (1802-1819), sucede el liberalismo moderado (1820-1849) y un largo período de librecambismo (1849-1891), para terminar en un cerrado proteccionismo que caracterizará la política económica española hasta mediados del siguiente siglo. A las guerras de la Independencia y Carlistas sucede un ambiente de guerra civil e inestabilidad interior, que, añadido a las guerras coloniales (1813-1824) y a la progresiva desvinculación de América, dura hasta 1876 y acaba con el tenebroso cuadro de 1898.
Con la escasez de capitales y la tardía creación de una infraestructura financiera que pudiera abarcar todo el territorio nacional, se entiende que la iniciativa y financiación de origen exterior tengan un papel decisivo en la explotación de los recursos. La Europa industrial utiliza a España como abastecedora de materias primas, en pocos casos elaboradas, sobreexplotando los yacimientos situados en las proximidades de los puertos.
Entre los minerales que atraen en primer, lugar la inversión y la tecnología extranjeras, aparecen tres: el cobre, el cinc y el plomo. Al oeste de Sierra Morena, en la provincia de Huelva, hay una banda cuprífera que incluye piritas y blendas, cuya explotación la inicia en 1855 una compañía francesa, a la que sucede en 1866 otra inglesa. Esta última creó un complejo químico para la producción de sosa cáustica y de ácido sulfúrico en Tarsis, aunque la producción se exporta en su mayor parte sin manipular. En el río Tinto, al Estado sucede en 1873 un consorcio bancario que se apoya en la experiencia extranjera. En 1881, casi la cuarta parte de la producción mundial de cobre es española, y de ella un 70 por ciento procede de la cuenca onubense. También en Sierra Morena y en las estribaciones costeras de las montañas Béticas (Andalucía oriental y Murcia), abundan las minas de plomo, que serán intensamente explotadas por ingleses y franceses, hasta colocar a España en el segundo puesto de la producción mundial de ese metal. Respecto al cinc, la mayor reserva de mineral localizada en Reocín, permitirá sentar los cimientos de la industria química de Torrelavega (Santander). Hay que añadir a las mencionadas explotaciones el mercurio de Almadén (Ciudad Real), cuya comercialización corre a cargo de la familia Rothschild. Otros minerales no metálicos, entre los que destacan las sales potásicas y la sal común, las magnesitas y el espato-flúor, serán objeto de aprovechamientos ulteriores.
La explotación de los yacimientos de mineral de hierro de Vizcaya y Santander representa la más importante aportación española a la industria europea, concretamente inglesa, pero también es el punto de partida más relevante de la industrialización vasca. El descubrimiento en 1856 del convertidor Thomas-Bessemer, que mejora la cantidad y la calidad del acero siderúrgico, y que necesita de un mineral no fosforoso, favorece la industrialización de la cuenca de Bilbao-Somorrostro-Galdames-Guriezo y de la bahía de Santander. A fines del siglo XIX, España se ha convertido en el gran exportador europeo, y el capital británico y muy en segundo lugar el francés organizan la infraestructura mercantil, técnica y viaria.

## Los recursos energéticos

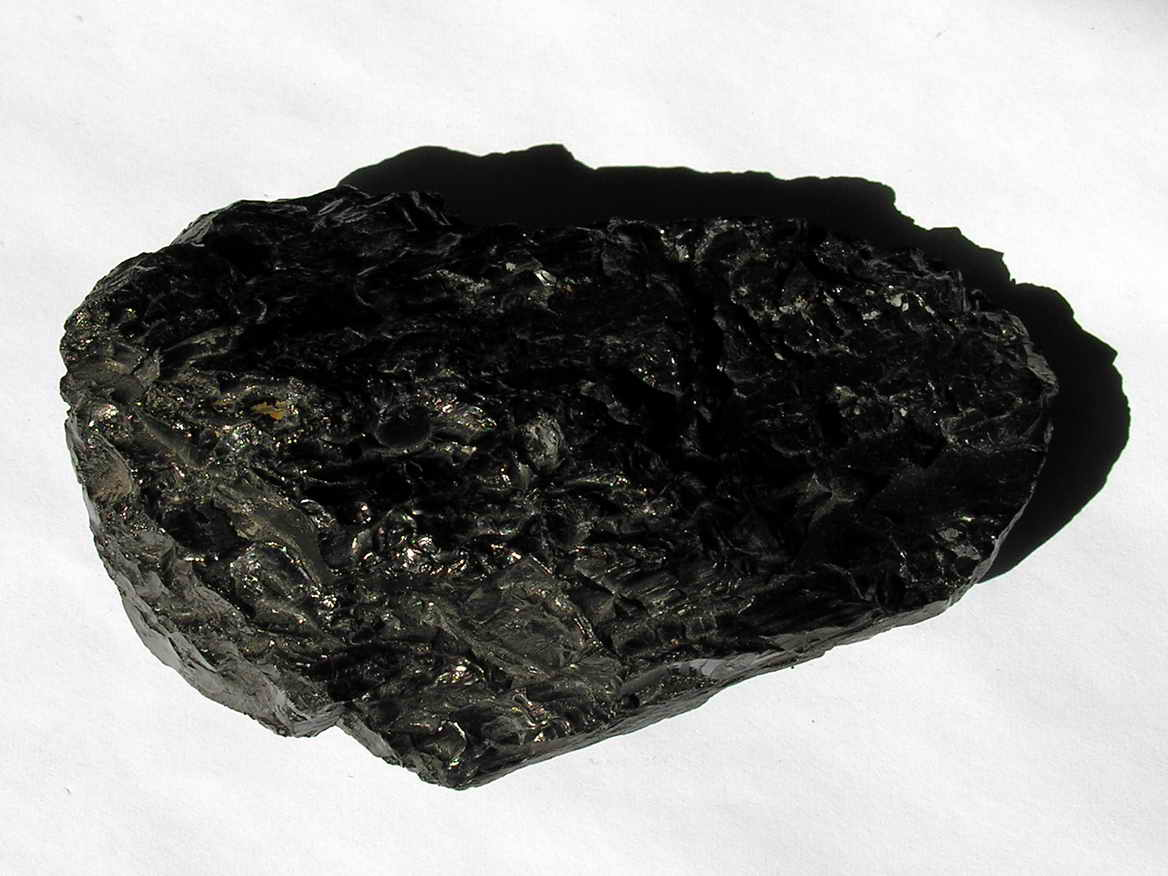
Carbón de tipo antracita explotado en las minas de Asturias y León.

El potencial hídrico, debido a la abundancia de la red fluvial de montaña, y la relativa disponibilidad de los recursos carboníferos, conforman la base energética sobre la que se va a asentar la primera industrialización. Con todo, aparecen ya en el siglo XIX los problemas e inconvenientes que presenta el aprovechamiento de los ríos y las bajas calidades y dificultades extractivas del carbón.
Tanto la irregularidad del régimen fluvial como la estacionalidad de los caudales son graves obstáculos a su aprovechamiento. No obstante, las primeras innovaciones se implantan de forma dispersa tanto en Cataluña —fijaciones textiles en medio fluvial— como en Guipúzcoa, con fábricas papeleras, ambas en la primera mitad de siglo. Más tardía es la explotación hidroeléctrica. En 1875 se crea la primera central eléctrica con fines industriales en Barcelona, y en la última década de siglo se establecen otras más en la vertiente vasca, aunque su tamaño es reducido.
Es notoria, por su parte, la defectuosa estructura de los yacimientos hulleros y de antracita (localizados en Asturias-León-Palencia, Ciudad Real y Córdoba) y su alto grado de dislocamiento y estrechez de las capas, en ocasiones verticales, así como el grado de impureza (de un 60 por ciento frente a un 32 por ciento de los carbones ingleses y al 40 por ciento de los alemanes y franceses), lo que resta calidad al coque; también contribuye a esta precariedad la fragmentación de las minas y de las empresas, y esto dificulta y hace costosas, entonces y ahora, su rentabilidad y explotación. Aun así, la extracción de carbón posibilita en la segunda mitad del siglo XIX la siderurgia asturiana, no obstante, sea necesario acudir a las importaciones para mejorar la producción de coque, y aunque se requieran medidas proteccionistas que primen al carbón nacional sobre el exterior.

## El período 1830-1936

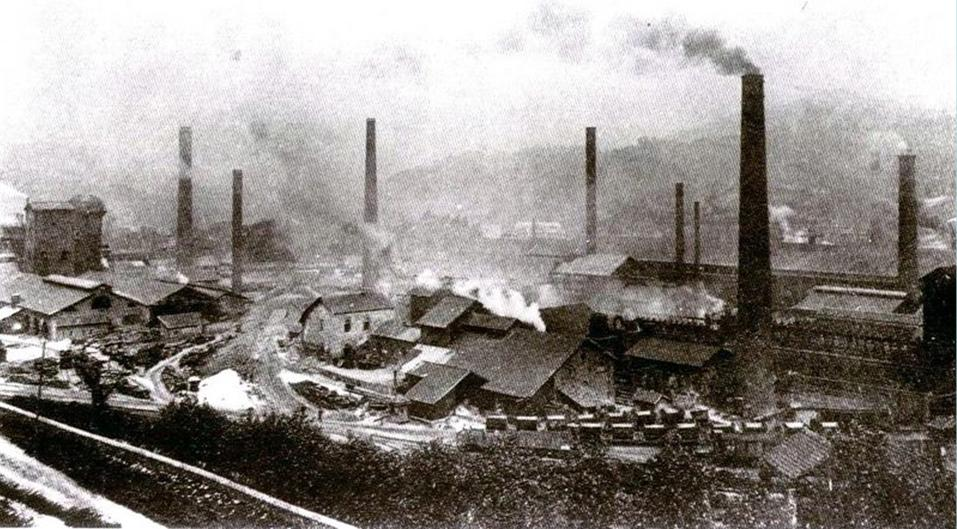
Instalaciones de la fábrica de La Felguera (Asturias) en la década de 1920

A partir de los años 30 y hasta 1854, discurre un período caracterizado por tres factores: la recuperación industrial en Cataluña, la continuidad del comercio como actividad principal en el País Vasco, estimulado por la intervención extranjera, y el desarrollo siderúrgico en Asturias, basado en el carbón, y en Málaga, aprovechando el mineral de hierro.
En 1832 se crea la primera fábrica de hilaturas que incluye la máquina de vapor en su proceso fabril. En 1840, la hilatura está ya casi totalmente mecanizada. Este proceso se prolonga en la segunda mitad de siglo y cuaja definitivamente en el último tercio, una vez se ha acabado de tender la red ferroviaria, lo que asegura la casi total unidad del mercado interior. Y el nacimiento y desarrollo del sector lanero, posterior al del algodón, va a situar a Cataluña en un puesto central en nuestro ramo textil.
A mediados de siglo nace un pequeño espacio algodonero en seis núcleos guipuzcoanos. A fines de siglo, se crean algunas fábricas de tejidos e hilados de yute para hacer sandalias y alpargatas en tres villas, y Vergara se especializa en la producción de tejidos bastos para ropa de trabajo en las fábricas («azul de Vergara»).
El sector textil catalán se diversifica también en distintos eslabones, que funcionan como industrias derivadas a lo largo de la primera mitad de siglo (química de colorantes, maquinaria y bienes de equipo textiles).
En cuanto al sector siderúrgico, durante la primera mitad del siglo XIX se dibuja una triple localización. En 1832 se inaugura en Málaga el primer establecimiento moderno, que en una primera fase se instala en Marbella, utilizando el carbón vegetal, y en una segunda en la capital de la provincia, acudiendo al carbón de importación; esta segunda empresa empleará a unos 2 500 operarios. A partir de 1848 empieza el ciclo moderno asturiano con apoyo de capital inglés y francés. En 1846 y 1848 se montan dos establecimientos siderúrgicos en Santander y Bilbao-Bolueta, respectivamente, que utilizan el carbón vegetal debido al mal resultado que producen los primeros ensayos con la hulla asturiana. Entre 1850 y 1875 la siderurgia leonesa (Sabero, 1847) y asturiana figuran en primer lugar (Mieres, 1848 y 1879), La Felguera, 1859; Gijón 1879. 
Vizcaya continúa volcada hacia la extracción y exportación del mineral de hierro, que será en el último tercio de siglo el factor principal de su consolidación siderúrgica, al utilizar el carbón inglés en calidad de flete de retorno. Entretanto, la siderurgia andaluza desaparece, debido a su alejamiento y dependencia de los altos costos del carbón.
A finales de siglo XIX y hasta 1930 tiene lugar un reajuste de las energías regionales, que sitúan en el primer plano de la industria nacional en el País Vasco, por el volumen y la diversificación de sus actividades. Desde 1879 a 1902, Vizcaya pasa a ocupar el primer puesto en la producción de lingote, en una secuencia de iniciativas que culmina en 1902 con la creación de la sociedad Altos Hornos de Vizcaya. La siderurgia desencadena procesos de eslabonamiento hacia adelante, con el desarrollo de un importante sector naval, primero, y de material ferroviario después. La fundación de una banca regional que pronto extiende sus actividades al ámbito nacional (Banco de Bilbao en 1857 y Banco de Vizcaya en 1906, entre otras entidades financieras de menor importancia), facilita las grandes inversiones que exige la industria pesada. Desde el foco bilbaíno, la siderometalurgia se difunde hacia Guipúzcoa a través de un complejo de pequeños asentamientos, que contaban ya con una tradición industrial y que a lo largo de la segunda mitad del siglo XIX van modernizando poco a poco sus instalaciones, introduciendo en la última década la electricidad, y conviniéndose algunos de ellos en subcentros difusores: Éibar respecto a la industria de armas; Vergara y Mondragón en la cerrajera; Legazpia en diversos utillajes.

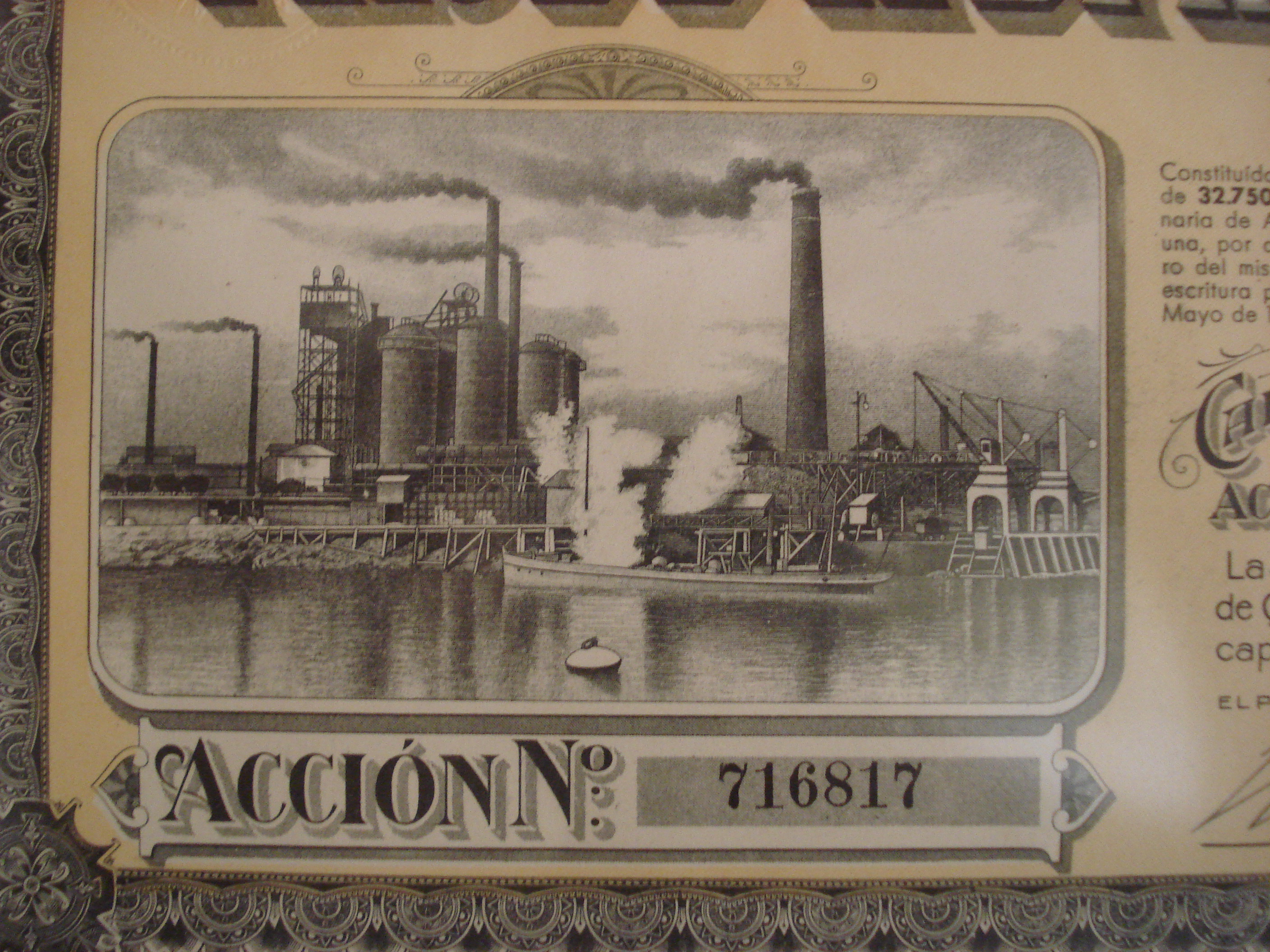
Acción de la sociedad Altos Hornos de Vizcaya

Aparece además el germen del cinturón industrial donostiarra, con actividades ligadas a la
forja, estampado del hierro, fundición de bronce, talleres eléctricos. Así, a finales del período analizado, Guipúzcoa cuenta con cerca de 300 instalaciones metalúrgicas. La crisis de los años treinta provoca la reconversión del importante sector armero, que emprende la producción de bicicletas, máquinas de coser, camas metálicas y ferretería, entre otras actividades, e incluso nacen los primeros talleres de la industria auxiliar del automóvil.
Al margen de la metalurgia, se desarrollan otros sectores, entre los que ocupa un lugar importante el papel. En 1841, Tolosa, en el Valle del Oria, se convierte en un foco difusor que alcanza hasta el cinturón de San Sebastián, al ser creada en 1902 la Papelera Española. 
Consolidada la industria siderometalúrgica entre finales y principios de siglo, se hace posible la oferta de maquinaria y utillaje que permita comenzar con la revolución agrícola, pero es necesario a la vez completarla con la industria química. Nace esta en los años setenta, y aparece ligada a la demanda de la minería, las obras públicas y el ejército. La fabricación de explosivos (iniciada en Galdácano-Vizcaya y Lugones-Oviedo) permite producir abonos a partir de subproductos.
La Sociedad Española de la Dinamita, creada en Bilbao en 1872, produce ya a fines de siglo superfosfatos con carácter derivado. Pocos años después, en 1904, tiene lugar la creación de la S. A. Cros, en Barcelona, que se destina en exclusiva a la fabricación de superfosfatos. Tras una serie de intentos, la década de los veinte incorpora la fabricación de fertilizantes nitrogenados de forma independiente en Sabiñánigo, con base en la electrólisis, y en La Felguera como derivados de la siderurgia.
Aparte estas vinculaciones agrarias, el sector químico continúa prácticamente en estado embrionario hasta 1936; como importantes excepciones cabe señalar la fabricación de sosa y cloro en Flix (1897, capital alemán) y en 1908 en Torrelavega (Solvay, belga). Finalmente, desde principios de siglo pervive la presencia y el predominio de las iniciativas extranjeras en el sector minero, y la recién nacida industria eléctrica (Babcock & Wilcox y General Eléctrica cuyas fábricas se situaron en la Vega del Galindo en Vizcaya).

## La consolidación como país industrial
La política económica de autarquía y nacionalismo iniciada después de la guerra civil de 1936-1939, y que dura dos décadas, va a ser poco propicia a las innovaciones técnicas, aunque en esta época se desarrolla el tren Talgo, se crea el proceso industrial de ósmosis inversa y se consolida la industria farmacéutica española. Como novedades relevantes de este período están la conversión del Estado en agente industrializador y el rápido desarrollo de la industrialización de Madrid.
A fines de los años cincuenta comienza una nueva etapa caracterizada por un doble proceso, de concentración y crecimiento en las regiones-centro, y de difusión hacia sus periferias inmediatas. Se produce así una ampliación del mapa industrial, que queda formado por dos grandes ejes o zonas de elevada densidad industrial, el cantábrico y el mediterráneo, cuyos extremos coinciden con la Galicia costera y con Murcia. Ambos ejes aparecen unidos por el valle del Ebro a través de Zaragoza En el resto del país, las economías de aglomeración y de escala, junto con la planificación estatal, explican por un lado que Madrid se convierta en una región industrial, y por otro que se implante la industria en algunas ciudades del mediodía. 
Es lógico afirmar que el crecimiento industrial funcione como un agente del desarrollo urbano, con elevados crecimientos metropolitanos, aunque también afecte a las capitales provinciales y a núcleos de nivel inferior. El paso de una sociedad tradicional a una sociedad industrial y urbana de masas, se lleva a cabo unos quince a veinte años después respecto a los países más avanzados de Europa occidental, aunque con un ritmo mayor.
- Indicadores del proceso de industrialización en España

| Años | Índice de producción industrial | Población activa industrial | Productividad industrial | Consumo de energía | Población total | Producción industrial por capital |
| 1900 | 100,0                           | 100.0                       | 100,0                    | 100,0              | 100,0           | 100,0                             |
| 1910 | 115,2                           | 106,4                       | 108,2                    | 137,7              | 107,2           | 107,7                             |
| 1920 | 130,9                           | 170,2                       | 76,9                     | 150,3              | 114,6           | 114,4                             |
| 1930 | 206,4                           | 227,4                       | 90,8                     | 261,9              | 126,7           | 163,1                             |
| 1940 | 164,5                           | 193,0                       | 85,2                     | 292,2              | 139,2           | 118,4                             |
| 1950 | 262,1                           | 209,3                       | 79,8                     | 392,1              | 150,4           | 139,3                             |
| 1960 | 420,9                           | 334,6                       | 125,8                    | 658,1              | 163,6           | 257,4                             |
| 1970 | 1.278,6                         | 410,2                       | 311,7                    | 1.336,4            | 181,9           | 703,4                             |
| 1980 | 2.051.8                         | 373,3                       | 549,6                    | 2.243,6            | 202,3           | 1.015,0                           |

## La etapa de autarquía (1939-1957)
La política del Estado en este período viene definida por el nacionalismo económico. Al proteccionismo exacerbado se añaden los controles y la intervención del sector público en la actividad económica: precios, comercio exterior, inversiones, empleo, distribución de materias primas, etc., precisan autorización administrativa a la hora de instalar las industrias. Como consecuencia de esto aparece el monopolio, los costos son elevados, y la producción masiva pero modesta en calidad, además de aumentar el grado de atomización empresarial. 
En 1941 nace el Instituto Nacional de Industria (INI) que tiene como objetivos la lucha contra el monopolio, la defensa nacional y la sustitución en aquellos sectores donde la iniciativa privada no estuviera presente, o donde, por razón de la cuantía de las inversiones, fuera difícil su actuación. A fines del período, (1957) el INI había promovido la creación de 43 empresas de cierta envergadura y adscritas a diversos sectores: carbón, electricidad, petróleo, minería y metalurgia, abonos, celulosa, vehículos, productos químicos, transportes y construcción naval. 
En la década de los 50 comienza a debilitarse la autarquía. La firma del tratado con EE. UU. en 1951 debido a que España representa un límite a la expansión rusa, propicia la apertura hacia el exterior y la importación de bienes de equipo. Empieza entonces un lento crecimiento de la producción, caracterizado por la debilidad de los sectores básicos frente al mayor dinamismo de los de consumo.
A pesar del incremento de la producción carbonera, que pasa de 11 millones en 1940-1945 a 18 millones en 1959, tanto el volumen como la baja calidad crean la necesidad de importar carbón siderúrgico y hulla. La localización de las explotaciones principales en Asturias y León explica que un 75 por ciento de la producción tenga dicho origen. Los yacimientos de cobre se hallan prácticamente agotados, y lo mismo ocurre con los filones más ricos de plomo. Salvo el manganeso, los metales de aleación y los ligeros se encuentran en estado experimental. La producción de aluminio que requiere importar bauxita, cuenta con la factoría de Sabiñánigo (1929) y con otras tres más, la fundada por el INI en Valladolid en 1949, y las de Avilés y La Coruña, recién terminadas a fines de los 50 también por iniciativa del INI. El sector siderúrgico recupera el nivel de 1929 en el año 1953, para producir en 1960 cerca de 2 millones de toneladas (1.876.000), gracias a la creación en 1957 de Ensidesa, también por el INI.
Como notable excepción tenemos el sector eléctrico, que se convierte en el motor esencial de la industrialización. La producción de electricidad, financiada en parte por los consumidores, se eleva desde los 2.000 millones de kWh de 1935 a los 18.600 de 1960. Durante este período se organiza el aprovechamiento integral de buena parte de las cuencas hidrográficas. Así, en 1957, el sistema hidroeléctrico tiene un potencial que en un 57 por ciento corresponde a la Depresión del Ebro, principalmente en los Pirineos centrales, y en un 28 por ciento a la franja cantábrica y Galicia. Esta última región contribuye con un 35 por ciento del potencial térmico. La Meseta, Levante y Andalucía ocupan un plano secundario, destacando la concentración productiva de levante en la Cuenca del Júcar. Por lo que se refiere al petróleo, todavía su tratamiento se halla en fase embrionaria, con dos refinerías, la de Canarias, creada en 1930 para abastecer a los buques-escala, y la de Escombreras, por iniciativa del INI, en 1942. Finalmente, en 1958 se decide por la tecnología nuclear y se inicia el proyecto de la central nuclear de Santa María de Garoña (Burgos).
En la industria transformadora destacan con gran diferencia tres sectores. Los primeros, el metalúrgico y el textil, van a la cabeza de la industrialización durante este periodo, y el tercero, el químico, es de reciente creación. En la metalurgia de transformación, se refuerza notablemente la producción de máquinas herramienta y accesorios, cuyo desarrollo más espectacular se aprecia en el País Vasco (de 9 empresas y 150 obreros en 1936 se pasa a 40 empresas y 3 000 obreros en 1956), y en menor medida en Cataluña y Madrid. La maquinaria eléctrica y electrónica se localiza en sus ramas pesadas en el País Vasco y Cataluña, junto con algunas instalaciones aisladas en Reinosa y Córdoba, y la industria transformadora va a Madrid, Barcelona y Zaragoza (ascensores, motores, etc.). Las dos primeras ciudades se convierten también en sede de la industria de radio y televisión. Finalmente, la automoción destaca como la industria por excelencia de todo el período, por razón del empleo que genera y su efecto multiplicador. Nacida en 1946 y 1950 de la mano del INI (autocamiones en Madrid y turismos en Barcelona), después se suceden otras creaciones en Valladolid, Vitoria, Vigo y Linares, que denotan ya una excesiva atomización. En 1958 hay una producción de 33 201 unidades de turismos. La nueva industria produce también camiones, pesados y ligeros, tractores, furgonetas y motocicletas.
Continúa Cataluña ocupando el primer puesto en la producción algodonera (85 por ciento del utillaje, casi 90 por ciento de la hilatura y menos del 80 por ciento del tejido). Cataluña ocupa también un destacado lugar en la producción lanera (más del 60 por ciento de la producción global del país, que se reparte entre Tarrasa, Sabadell. 
La expansión del sector químico aparece ligada a una mayor demanda de abonos nitrogenados. La ampliación del mercado farmacéutico propiciado por la creación del Seguro Obligatorio de Enfermedad, en 1941, facilita la diversificación de productos y gamas en los núcleos productivos por excelencia: Barcelona y Madrid (40 y 22 por ciento de la producción). Otro notable desarrollo corresponde al caucho en relación con la industria de automoción (Barcelona un 25 por ciento y País Vasco un 15 por ciento) y al calzado (Alicante, un 16 por ciento), además de las materias plásticas, que están bastante concentradas en Cataluña (40 por ciento)
De este crecimiento y diversificación del período autárquico la gran beneficiada es la región madrileña, que tras una orientación hacia el consumo local, estimulado por el aumento de la población, empieza a utilizar las economías de escala y urbanización por iniciativa del INI, creador de seis grandes empresas (electrónica, aérea, automoción, rodamientos y óptica). Al INI le sigue la iniciativa privada, como promotora de varias grandes empresas metalúrgicas.

## El plan de estabilización (1957-1975)

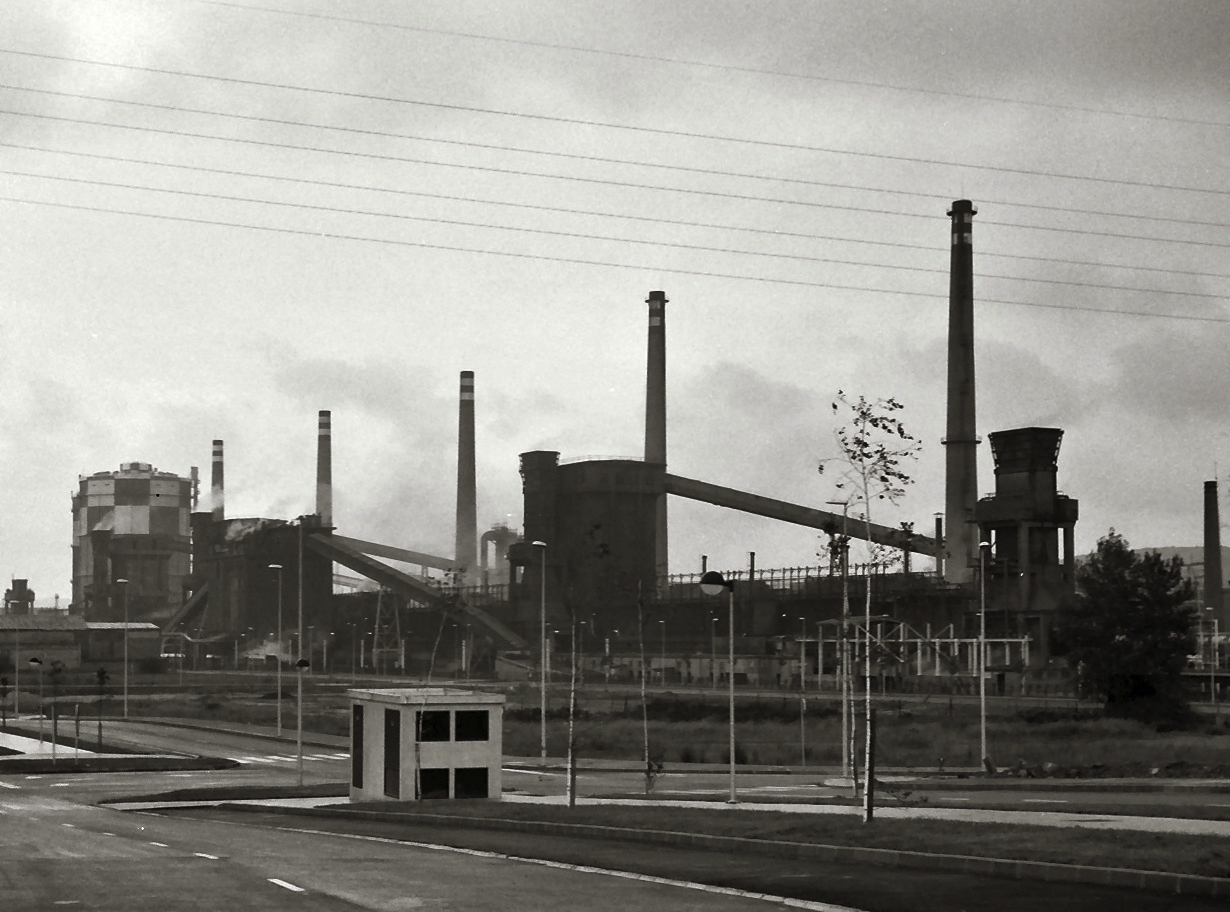
Hornos de coque en Avilés, Asturias, España (construidos por Ensidesa)

Con el Plan de Estabilización de 1959 finaliza el modelo autárquico, que es sustituido por la apertura hacia el exterior, lo que provocará el llamado Milagro económico español (1959-1973). El Plan pretende subsanar el progresivo deterioro en calidad y costos de la industria española respecto a la de los países avanzados. Se liberalizan importaciones y se facilita la entrada de capital extranjero, para así mejorar la infraestructura técnica, compensar la insuficiente capitalización, y fomentar la introducción de innovaciones y la apertura hacia los mercados exteriores. El incremento durante estos años del turismo exterior, y las remesas de los emigrantes, son dos factores que contribuyen a la capitalización y la financiación industrial. En definitiva, el objetivo final es lograr el cambio de una industria basada en «un esquema primitivo de sustitución por importaciones» por una moderna economía industrial.
A fin de modernizar las estructuras fabriles e impulsar la iniciativa empresarial se establecen las líneas maestras que deben orientar la inversión, con tres tipos de actuaciones: una sectorial, a través de la denominada Acción Concertada y la apertura de créditos; otra espacial, mediante la creación de los Polos de desarrollo; y finalmente, una tercera de orden institucional, que pretende fortalecer el INI.
Iniciada por el Estado en 1940 para fomentar las industrias de interés nacional, Acción Concertada amplía desde 1964 su campo de acción al apoyo a los sectores básicos con estrangulamientos, en los que interviene el propio Estado a través del INI (siderurgia, construcción naval, y hulla -sector en el que fracasa-), y a la mejora de los sectores eléctrica, peletero, conservero y papelero. Las facilidades crediticias comprenden hasta un 70 por ciento de las inversiones para la ampliación o creación de nuevas instalaciones, así como la libertad de amortización durante los cinco primeros años. Ciertamente, la banca va a ejercer junto con el Estado un papel importante como agente de financiación a medio y largo plazo, al menos por lo que respecta a las grandes empresas. La penetración de las multinacionales será también un factor de fortalecimiento de la gran empresa y un incentivo a la creación de otras nuevas.
Con el I y II Planes de Desarrollo (1964-1967 y 1968-1971) el Estado fomenta el crecimiento industrial en núcleos urbanos de la periferia interior y exterior a los centros de gravedad. En el primer caso se encuentran los Polos de Zaragoza, Burgos, Vigo y La Coruña, a los que habrá que añadir los organizados por las instituciones forales de aquel entonces, Navarra y Álava. En el segundo caso se hallan los Polos de Sevilla y Huelva (I Plan) y Granada, Córdoba y Oviedo (II Plan). El Polo de desarrollo o de promoción (denominación dependiente de que el Polo afectase, respectivamente, a ciudades con actividades industriales y situadas en provincias de bajo nivel de renta, o bien a ciudades con pocas industrias) estimula la inversión mediante incentivos (subvenciones y exenciones de distinto tipo) y la oferta de suelo en polígonos localizados en sectores suburbanos. Los llamados polígonos de descongestión de Madrid (Miranda de Duero, Toledo, Guadalajara) participan también de este empeño estatal por crear suelo industrial, empeño que abarca a una veintena de municipios, la mayoría pertenecientes a capitales de provincia. El III Plan desarrolla la idea de vertebración del territorio aplicada en dos tipos de ámbito espacial: uno regional, en la llamada «Gran Área Industrial de Galicia», que extiende los beneficios a las cuatro provincias gallegas; y otro más ambicioso y teórico, que pretende regionalizar el país por medio de la compartimentación jerárquica del sistema urbano nacional en 6 grandes Áreas Metropolitanas, 17 metrópolis de equilibrio, ciudades intermedias, otros núcleos urbanos y cabeceras comarcales (se definen 500, pero se actúa en 80).

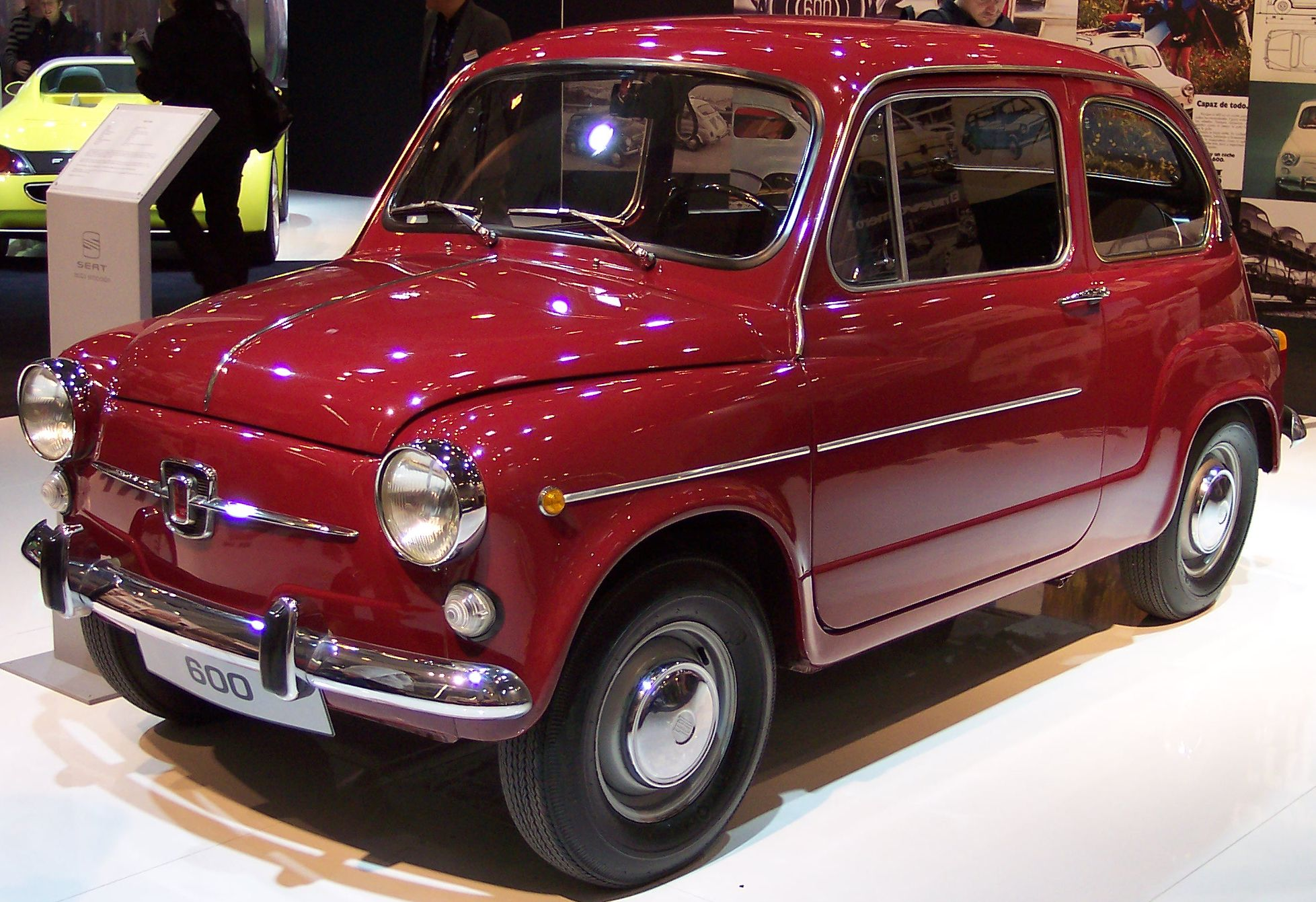
Seat 600, coche símbolo de la motorización de España en los años 60

Los resultados de esta política de acción descentralizadora no fueron los esperados. La política de Polos logró en limitada magnitud, hacer surgir unos centros industriales capaces de difundir el crecimiento en sus regiones respectivas, pero consiguió que algunas ciudades se convirtieran en núcleos industriales, con dos tipos de establecimientos, unos convencionales (textiles, alimentarios, material de construcción) de cara al mercado local y regional, y otros dirigidos al mercado nacional e internacional (química, papel, metalurgia de transformación). Este último es el caso de Huelva, al sur del país, y de los polos norteños situados en la periferia interior de las regiones industriales: Valladolid, Vigo, Zaragoza, Burgos, Miranda de Ebro, Vitoria-Pamplona.
Por lo que se refiere al INI, estos son años de consolidación y crecimiento de la estructura empresarial creada con anterioridad. De su significado en la industria española dan buena cuenta los siguientes datos. En (1977) el sector energía y minería representaba el 41,5 por ciento del inmovilizado total, y el 20,8 del empleo; las industrias de cabecera, entre las que sobresalen Empetrol (tres plantas en Escombreras, Puertollano y Tarragona) y Ensidesa (Avilés) se reparten el 29,7 por ciento del inmovilizado y el 16,5 del empleo. Finalmente, la industria transformadora, que incluye transformados mecánicos, automoción, construcción naval y química, presenta el 17 por ciento del inmovilizado y el 46,2 del empleo. En suma, esta importante presencia del INI en sectores clave de la industria enlaza con el objetivo estatal de fortalecer la industria regional, que el INI apoya de forma directa o indirecta. La distribución del empleo es bien significativa a este respecto. En Asturias es donde la acción del Instituto es más intensa, como prueba un porcentaje del 20,8 por ciento del empleo y un 15 del inmovilizado INI, repartido sobre todo entre la minería del carbón (Hunosa, creada en 1968), la siderurgia y el aluminio. A continuación siguen Madrid y Cataluña con el 18,82 y el 15,46 por ciento del empleo, respectivamente, destacando la automoción, sobre todo SEAT, la industria con más empleo en el INI.

### Los resultados sectoriales y espaciales
Los principales motores y responsables del progreso industrial en este período van a ser tres: la minería, la automoción y la fabricación de maquinaria. La industria de la automoción, en especial la fabricación de automóviles y vehículos industriales, experimentó un aumento muy sensible (con 704 574 y 132 840 respectivamente en 1974), a tenor de la expansión de la demanda interior. Todavía más espectacular fue el desarrollo de la industria química, tanto pesada como transformadora, que había alcanzado escasa importancia hasta este período. La construcción de maquinaria, tanto eléctrica como no eléctrica, adquirió también un intenso ritmo. Por el contrario, las industrias de consumo no duradero disminuyeron la participación entre ambos años desde un 17,4 a un 11,5 por ciento, y los textiles y de confección pasaron del 24,6 al 13,9 por ciento.
Como consecuencia del progreso industrial, el peso de la economía nacional se desplaza desde el sector agrario al industrial, que hace a su vez de motor de crecimiento del sector terciario.

### Regiones y ciudades industriales

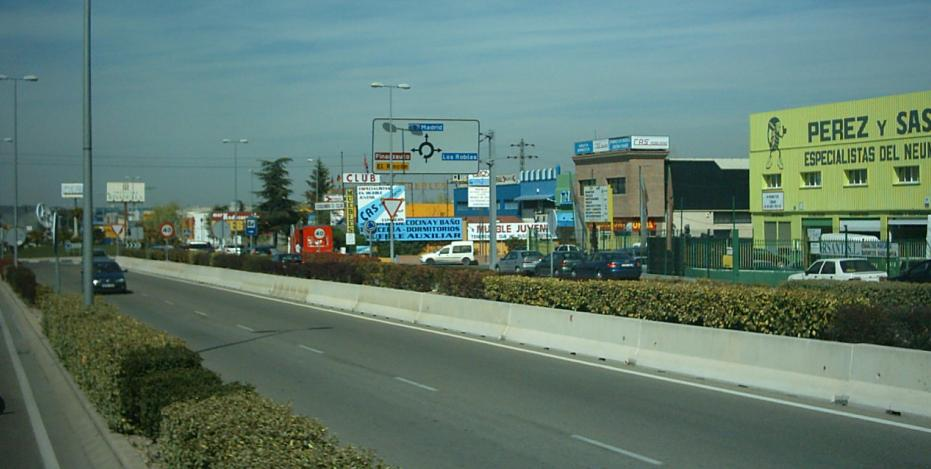
Polígono industrial de Arganda del Rey (Madrid)

Las pautas de localización e interrelación industrial desvelan una estructura espacial caracterizada por dos componentes. En la franja costera que mira hacia Europa, se consolidó una jerarquía industrial compleja, formada por ciudades grandes y medias activadas por las economías de aglomeración, y una abundante base de pequeñas ciudades y núcleos. En la España interior y la meridional, orientada hacia África, la industria era un componente disperso en forma de escasas ciudades aisladas, y normalmente aparecía conectada a algunas capitales de provincia, o bien los flujos polarizadores han adquirido una entidad y diversidad tales, que han ocasionado la formación de una región industrial en un espacio metropolitano. Este sería el caso atípico de Madrid.
Durante este período, el proceso de creación y difusión industrial se amplió notablemente, de manera que la dicotomía heredada entre el centro localizado en la franja cantábrico-vasca y el gran foco barcelonés, se amplió a casi toda la franja mediterránea y a la región urbana madrileña. Por otra parte, se formó una periferia interna de estructura discontinua estrechamente relacionada con el centro, adosada o situada entre las dos franjas costeras. La política de descentralización planificada, finalmente, solamente logró aumentar la explotación de los recursos y la industrialización de contadas ciudades en la periferia externa.
En las provincias barcelonesa y guipuzcoano-vizcaína los procesos espaciales ofrecen similitudes, pero aumentan las diferencias sectoriales. En Barcelona se consolida una gran área metropolitana (3.080 km²), que reúne 34 municipios. En los recursos alimentarios, Murcia y la Galicia litoral son los primeros núcleos conserveros del país (hortofrutícola y pesquero respectivamente). La metalurgia se singulariza en las ciudades septentrionales (Zaragoza, Vigo, Ferrol) y la química en las meridionales (Cartagena y Huelva, en especial). Por lo que respecta a Baleares, se repite el modelo levantino autóctono (cuero, calzado y confección). Canarias se especializa en tabaco y alimentación, además de sectores impulsados por el turismo en ambos casos: cerámica, vidrio, construcción, madera y mueble.
Por último, el amplio espacio interior funcionó como receptor puntual de la descongestión de Madrid (casos de Guadalajara y Toledo) o del desarrollo «polarizado». En este último caso están Valladolid y Burgos, que se especializaron en la metalurgia y la química, destacando el sector del automóvil —Fasa y Michelin—, que tenía un apéndice en Palencia.

### La desindustrialización
A partir de 1975 se hizo patente el agotamiento del modelo de crecimiento acelerado que había conocido la economía española durante los años sesenta. La crisis añade en España un nuevo factor a los que actúan como agentes de la recesión en las economías occidentales. En estas últimas, la subida de los precios de los crudos (entre el verano de 1973 y los primeros meses de 1974 el precio se eleva en casi un 400 por ciento, con una nueva subida en 1979) se yuxtapone a la competencia creciente de los nuevos países industriales que durante la década de los setenta aumentan su participación en el comercio mundial. En nuestro caso, la transición política retrasa el establecimiento de los reajustes exigidos por la variación de los costos de producción, y por el crecimiento de la competitividad internacional, que estimula la implantación de nuevas tecnologías para aumentar la productividad y satisfacer nuevas pautas de consumo.
En el periodo comprendido entre 1973 y 1984, el descenso de las tasas de actividad y de ocupación son unos indicadores bien expresivos de la gravedad de la crisis. Al aumento constante de la tasa de desempleo (un 22,07 por ciento en marzo de 1985) se añade un descenso acusado de la tasa de actividad (38 por ciento de media en 1961-1979 y 35 por ciento en 1984). Ambos procesos se combinan para reducir el porcentaje de ocupados en relación con la población activa a 50 (60 por ciento a principios de los 70), frente a la cifra media de 65 que dan los países de la OCDE. La destrucción de empleo industrial en el quinquenio 1975-1980 alcanza un total de 816.000. El efecto destructor de la crisis se aprecia sobre todo en los años 1976 y 1977, que acumulan una gran cantidad de quiebras, suspensiones de pagos y expedientes de regulación
Durante ese quinquenio. Francia e Italia que poseían el doble de empleo industrial que España, pierden 421 000 y 533 000 empleos, respectivamente, mientras Alemania gana 232 000, Japón 239 000 y EE. UU. 10 974 000 (Libro Blanco de la Reconversión Industrial).
La reacción del poder político como centro de decisiones económicas se caracteriza por su lentitud. Prácticamente hasta 1978 no se inicia una política de ahorro energético, y hasta 1980 no empieza la reconversión industrial, entendida al principio como fórmula para sostener empresas pertenecientes a sectores en situación muy crítica.

## Reconversión

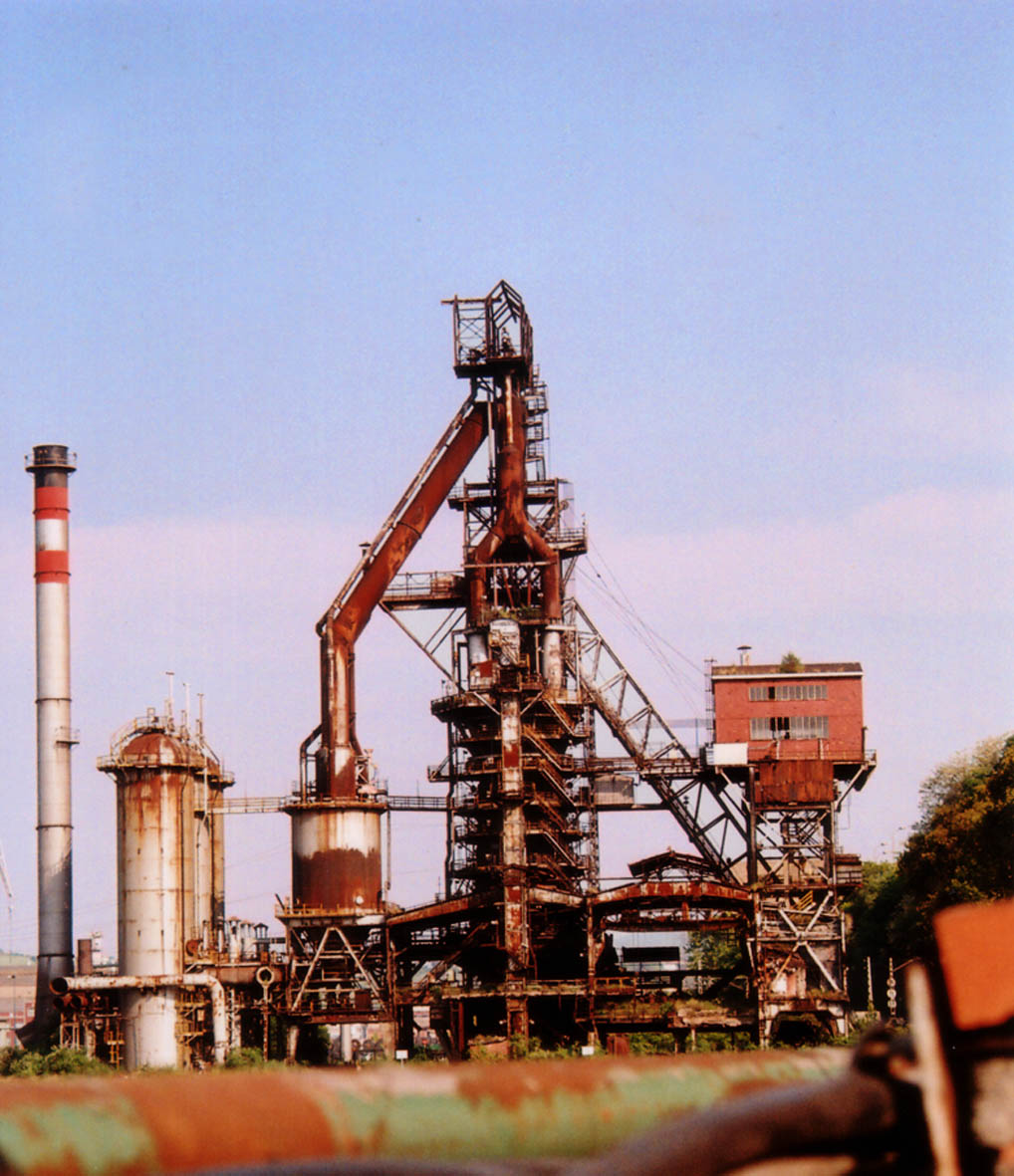
Antiguo Alto horno de Sestao, hoy en desuso. La industria siderúrgica se vio muy afectada por la reconversión en España

Aunque todo el sistema industrial haya sido afectado por la crisis, algunos sectores destacan con una mayor incidencia, y en ellos se centró la política de reconversión llevada a cabo por el Estado.

### Sector energético
La estructura de la producción nacional de energía se caracteriza por su alta dependencia de las importaciones de crudos, al convertirse el petróleo en la base de la industrialización y del consumo durante el período del desarrollo, y por la importancia que en la producción nacional adquieren el carbón y la energía hidráulica. La producción de energía nacional y de importación cuenta con un sistema de transformación (centrales hidroeléctricas, térmicas y nucleares, refinerías), cuya capacidad era más que sobrada para satisfacer la demanda. Los Planes Energéticos Nacionales (PEN) de los años 1979, 1981 y 1983, se fijaron como objetivos primordiales: reducir la dependencia exterior del petróleo, intensificar la producción de energía hidráulica y carbón y, en el último Plan, recortar el programa nuclear.
La producción carbonera alcanzó en 1982 un total de 20,41 Mtec, de acuerdo con la política de fomento llevada a cabo por el Estado. El Plan no cumplió sus objetivos por razones políticas, hasta que en 1985 el Estado decidió reemprender la política gasificadora.
En conjunto, el sector energético se comportó como el más dinámico de entre los sectores industriales, habiendo casi duplicado la producción (68.904 millones de kWh 1972 y 117.283 millones de kWh en 1983), lo que en parte se debió a la demanda procedente del sector terciario y al aumento del consumo familiar.

### Siderurgia y los sectores consumidores de acero
Entre los sectores afectados por la crisis, el primer lugar lo ocupó el siderúrgico y las ramas transformadoras más consumidoras de acero: astilleros, automoción, bienes de equipo y bienes de consumo duradero. La reducción de su consumo se debió también a la competencia creciente del aluminio y otros materiales compuestos, y a la competencia de la siderurgia de Corea y Brasil. Al exceso de la oferta se unió el carácter anticuado de una parte de las instalaciones. En 1978 la producción descendió a 6,9 millones de t (el consumo interior de acero fue de 12 millones de t en 1974 y de 7,9 millones en 1984), por lo que la situación financiera del sector requirió la ayuda del Estado para subsistir. Comenzó la ayuda siendo financiera, pero terminó en el Plan de reconversión de la siderurgia integral de 1981, que se extendió a los aceros comunes y especiales.
El Plan tuvo dos fases: la primera otorgaba cuantiosas ayudas (213 357 millones de pesetas) para el saneamiento financiero y la reducción del empleo en 6 600 puestos, y la segunda propiciaba la creación de dos nuevas acerías (Ensidesa de 5 millones de t, y AHV de 2 millones) y otras instalaciones durante el período 1984-1988 (187 260 millones de pesetas), más la reducción de 9800 empleos. Por otra parte, en 1980 comenzó la reconversión de los aceros especiales, para los que se creó la sociedad Aceriales, que incluyó siete empresas vascas, algunas tan conocidas como Echevarría, Orbegozo y Forjas Alavesas, y que supusieron más de la mitad de las existentes. Las condiciones para la entrada de España en el Mercado Común tuvo en cuenta este período que restaba para terminar la reestructuración, con la obligación de reducir la capacidad de producción de acero en un 16 por ciento. La reconversión se aplicó además a la metalurgia del cobre (Río Tinto, sección de Córdoba y Asturias)
La crisis afectó también a la construcción naval, que se enfrentaba a la consolidación en el mercado mundial de un competidor muy agresivo (Corea, con un 17 por ciento de la producción mundial en 1984 y un 25 por ciento en 1986). La quiebra financiera del sector obligó a la reconversión de los astilleros de Bilbao, Ferrol, Vigo y Cádiz, que eliminaron unos 10 000 empleos; pero también de los medianos (Valencia) y pequeños. 
La caída de la producción fue también notoria en el material ferroviario, y cada vez más aguda entre los transformados metálicos, como los bienes de equipo, el material eléctrico y la maquinaria para minería y construcción.
Entre los transformados metálicos existían dos ramas que habían desempeñado un papel importante en la etapa anterior y que después acusaron especialmente la recesión. Se trataba de los electrodomésticos de línea blanca, que tuvieron en los años sesenta una capacidad adecuada a la demanda nacional e internacional, pero que entraron en crisis con la disminución drástica del consumo interior y con los envíos exteriores a causa de la recesión.
Por lo que se refiere a la industria del automóvil, la reconversión se aplicó a SEAT (31 780 empleos a fines de 1980 y 25 000 en 1983; primera empresa española por el empleo, y con una capacidad productiva de 450 000 unidades) y a Talbot, dependiente de la Peugeot. El sector experimentó una notoria expansión (en 1984 la capacidad de producción se eleva a 1,2 millones de automóviles) a pesar de la disminución de la demanda interna —alrededor del medio millón de unidades—, por lo que más de la mitad de la producción tuvo que exportarse.

### Industrias textil y del cuero
La reducción de las inversiones industriales y el debilitamiento de la construcción, así como el descenso del consumo privado (vestido, hogar, decoración, usos industriales) y la fortísima competencia internacional, explican la especial incidencia de la crisis en las industrias industria textil y del cuero. Entre 1975 y 1981 el VAB descendió en un 6,3 por ciento, y el empleo bajó un 28,9 por ciento.
Con objeto de paliar el parón en la modernización que se produjo desde 1975, el Plan de Reconversión Industrial de 1981 pretendía aumentar la competitividad mediante la mejora de las estructuras, la tecnología, el diseño y las calidades. También el sector de la confección y del calzado acusaron la crisis, aunque no con una intensidad constante. En estos dos sectores se alcanzó probablemente el mayor grado de sumersión de toda la industria española, y el 25 por ciento de pérdida de empleo registrado puede, en parte, hallarse compensado por la economía sumergida.

### Industria química
En general, todos los sectores químicos sufrieron los ajustes exigidos por la crisis. La extensa penetración de las empresas multinacionales y el funcionamiento de algunas ramas como oligopolios, facilitaron la estabilidad financiera y la continuidad de la expansión, cifrada entre 1973 y 1981 en un 39 por ciento de aumento del VAB, y acompañada de un descenso del empleo de sólo un 5,4 por ciento.

## La industria española en el capitalismo global

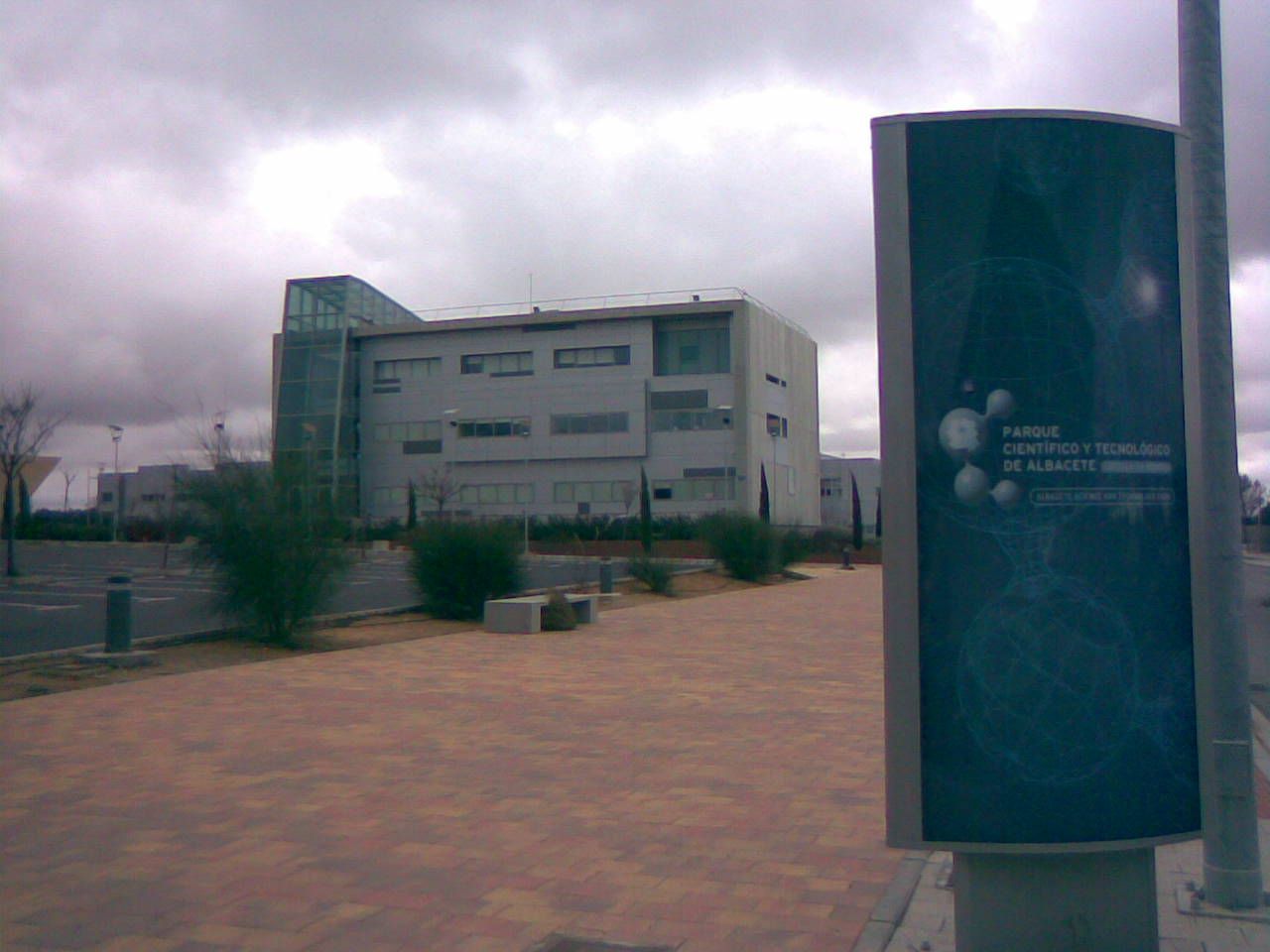
Parque tecnológico de Albacete

Tras la larga fase de ajuste (1977-1984) para numerosos sectores, empresas y territorios, que estabilizó la producción final y acarreó importantes reducciones en las plantillas laborales, se inició un periodo de recuperación (1985-1990), que se vio interrumpido por la coyuntura internacional recesiva de los primeros años noventa (1991-1994), para recobrarse el dinamismo industrial desde entonces. 
Pero tales oscilaciones no deben ocultar los impactos derivados del rápido proceso de apertura exterior e integración en los mercados internacionales, que supuso una brusca ruptura con el tradicional proteccionismo anterior y un difícil proceso de adaptación que finalmente logra alcanzar estabilidad. Algunas de las deficiencias estructurales del tejido industrial español (elevada proporción de microempresas poco capitalizadas, escasez de grupos industriales de cierta dimensión, limitado esfuerzo tecnológico...), junto a una progresiva reducción en el diferencial de costes salariales en relación a otros países europeos y la escasa tradición asociativa del empresariado, son algunos de los principales factores explicativos de tales dificultades.
El impacto de la mundialización ha provocado una verdadera mutación interna que, en primer lugar, ha afectado la anterior jerarquía existente entre las diversas ramas industriales. Se contraponen así las que debieron enfrentarse a una estabilización del mercado interno y/o una pérdida de competitividad exterior que obligó a una profunda reconversión destinada a reducir capacidad productiva y el empleo, en contraste con aquellas otras más dinámicas, que se beneficiaron de un aumento constante de la demanda y/o la conquista de nuevos mercados en el exterior. Al respecto a la evolución seguida por la producción y el empleo entre 1996 y 2004 el mejor comportamiento lo registró el sector de electrónica e informática, que creció un 231,5 y 55,8 %, respectivamente, aun cuando representa menos del 2 % de la producción industrial española. Comportamiento también favorable y altamente creciente tuvieron otros sectores considerados de demanda fuerte y alta complejidad tecnológica como el material eléctrico (+83,9 %) y la química (+68,3 %), a las que se sumó la fabricación de automóviles (+85,0 %).
Por el contrario, las mayores pérdidas de empleo y un leve retroceso en el valor de la producción afectaron a sectores tradicionales con dificultades para elevar su cuota de exportación como el textil-confección, la madera y el mueble, los artículos de piel y el calzado.

## El nuevo mapa industrial español

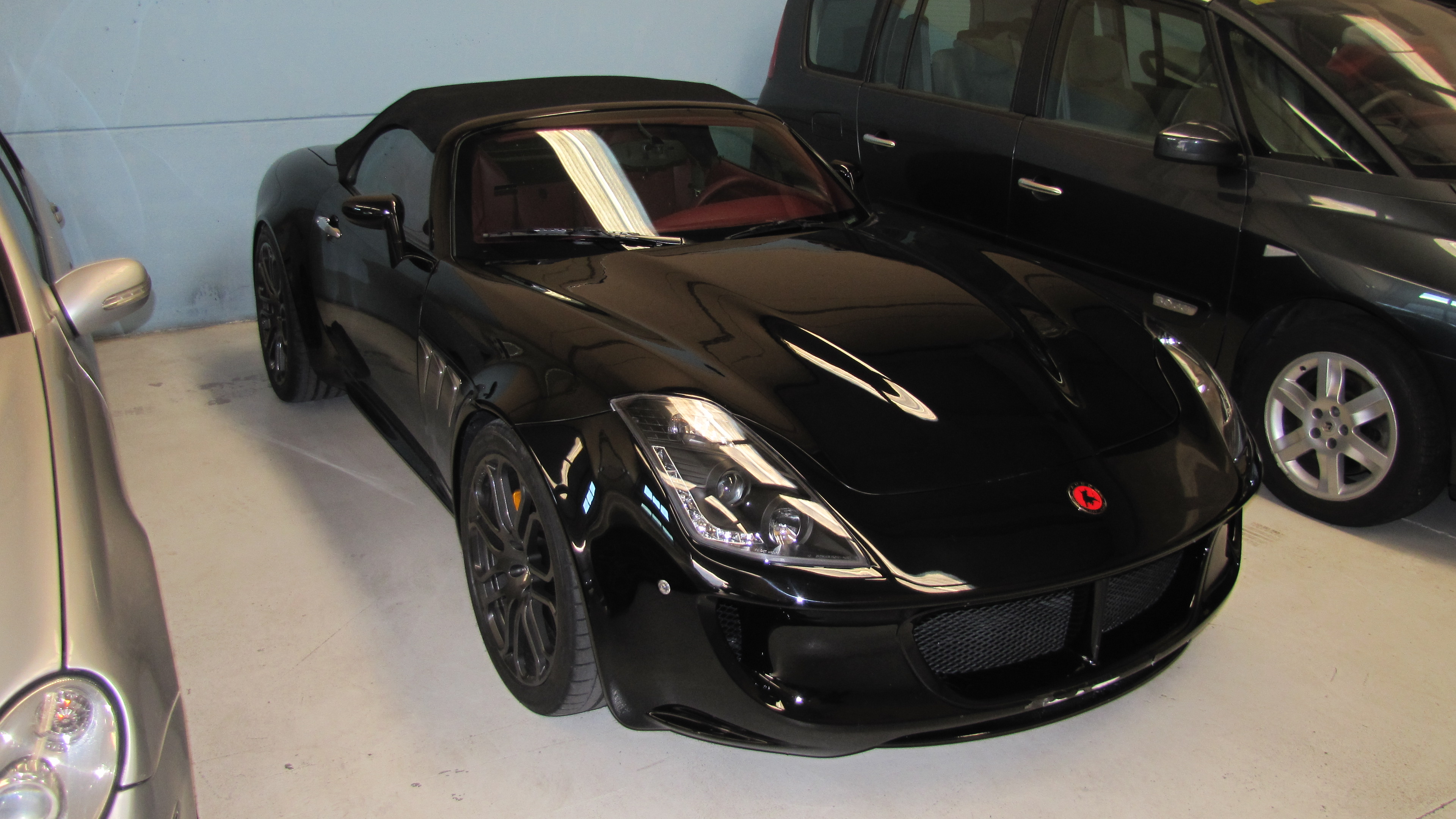
Desde 2010 los automóviles deportivos de lujo Tauro Sport Auto son fabricados en Valladolid

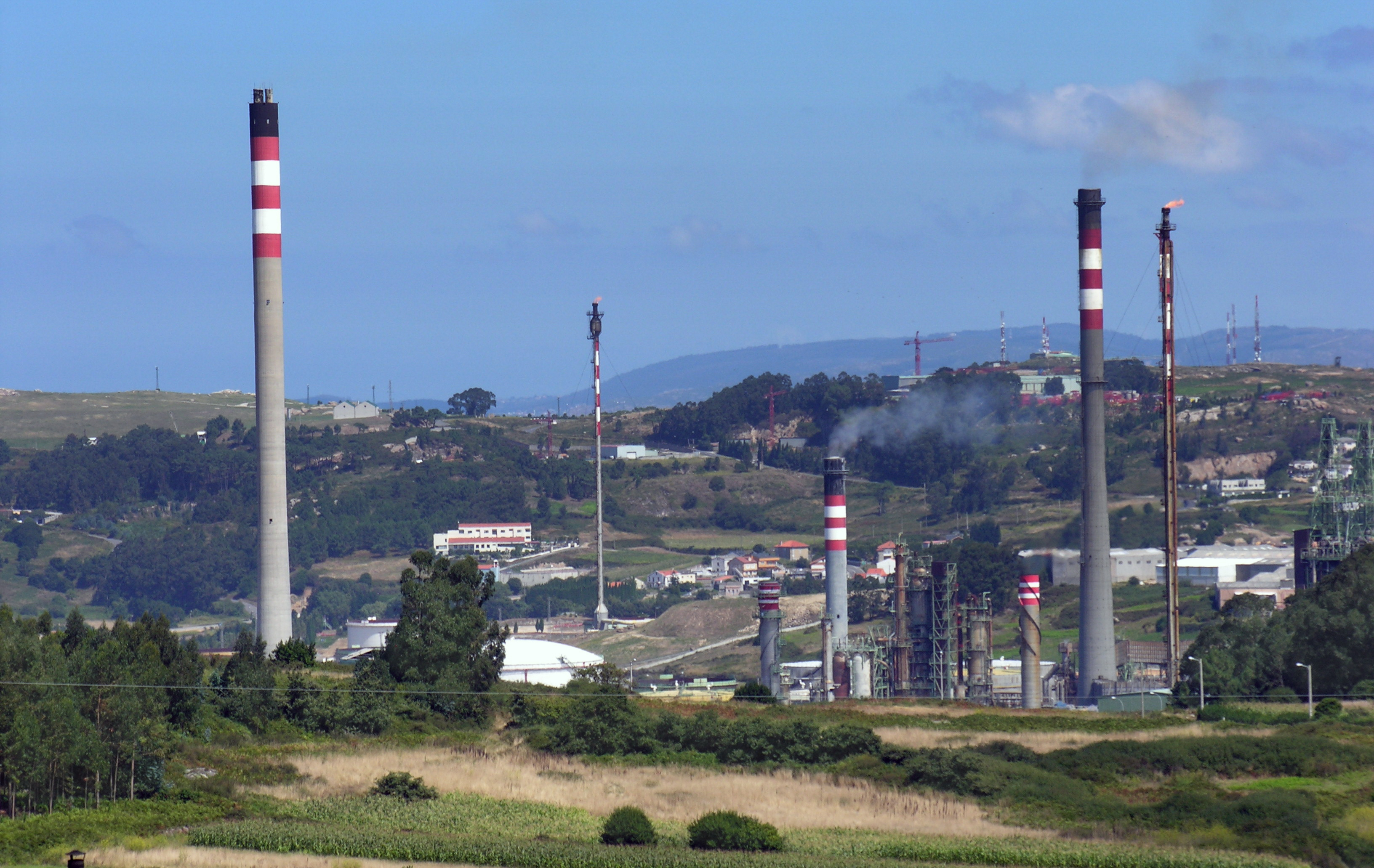
La refinería de petróleo de Repsol, en el polígono industrial de Grela-Bens (La Coruña)

Los ejes de desarrollo principales son los que parten de las principales metrópolis del sistema (Barcelona, Madrid, Valencia, Sevilla, Bilbao), donde se generaliza la sustitución de industrias por servicios, para alcanzar especial dinamismo en los Ejes Mediterráneo (Gerona-Málaga) y del Ebro (Álava-Zaragoza-Lérida), que reúnen ya un 50 % de la producción industrial española, un 54 % de las empresas de nueva instalación posteriores a 1981, y hasta un 58 % de la inversión correspondiente a estas últimas.
Las grandes áreas metropolitanas son el mejor exponente de un mosaico de empresas y espacios industriales que comparten un mismo territorio, pero responden a lógicas muy distintas, En su interior registran un particular dinamismo tres tipos de espacios:

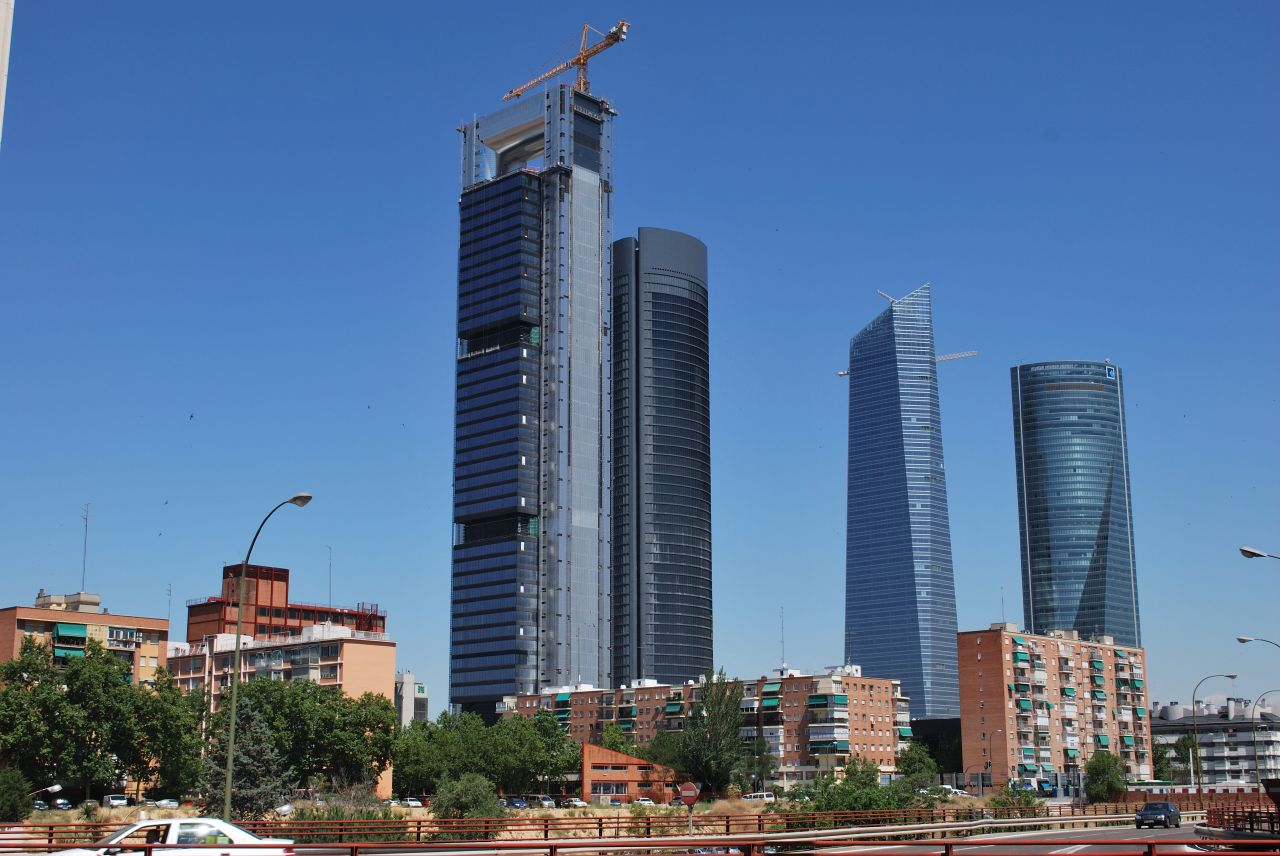
Complejo empresarial de las Cuatro Torres en Madrid

- Por una parte, en los distritos centrales y los grandes ejes de circulación que conectan con el aeropuerto crece la presencia de oficinas industriales, que corresponden a establecimientos de empresas manufactureras donde se realizan tareas previas y/o posteriores a la fabricación (gestión y administración, investigación y desarrollo tecnológico, distribución), muy vinculadas con el centro de negocios, lo que las aleja de la imagen tradicional de la fábrica o el taller.
- Por otra, en las áreas suburbanas aumenta la presencia de polígonos y parques industriales, parques empresariales de oficinas y, en algunos casos, parques tecnológicos, donde operan empresas de ámbito multirregional que se benefician de una oferta de suelo e inmuebles mejor adaptada a sus demandas, junto a una buena accesibilidad a las redes de comunicación. Muchas de estas nuevas áreas productivas, donde surgen redes de empresas interrelacionadas, se ubican en ámbitos bien de escasa tradición fabril (norte metropolitano en Madrid, Valles en Barcelona, margen derecha de la ría en Bilbao; que tienen mayor calidad ambiental que los antiguos espacios de la gran fábrica), bien sometidos a una renovación que sustituye naves industriales por viviendas u oficinas.
- Finalmente, en la periferia externa de esas aglomeraciones aparece una aureola de minipolígonos industriales, de escasa calidad urbanística y pequeñas naves en venta o alquiler, ocupadas por pequeñas empresas surgidas de la descentralización productiva, junto a otros destinados principalmente a actividades logísticas y de almacenamiento.

## Programa de ayudas a la reindustrialización del Ministerio de Industria
El Programa de Ayudas a la reindustrialización es una línea de actuación que juega un importante papel en el desarrollo económico y social del conjunto del Estado, mediante la creación de nuevo tejido industrial o la adaptación del existente a las mejoras tecnológicas disponibles en los ámbitos territoriales de menor renta y los especialmente afectados por procesos de reestructuración y/o deslocalización industrial.
En primer lugar, se pretende apoyar la creación de infraestructuras técnicas e industriales de uso común o compartido, que actúen como fuerza motriz del desarrollo del sector empresarial en el ámbito geográfico de referencia, centrado fundamentalmente en la creación de suelo industrial debidamente acondicionado. En segundo lugar se apoya el arranque y ejecución de iniciativas industriales generadoras de empleo que desarrollen el sector productivo empresarial e incorporen procesos de elevado contenido tecnológico.
En el año 2004, se amplió su ámbito de aplicación a aquellas regiones o territorios afectados por procesos de ajuste no sólo del sector público estatal, sino también del sector privado. Es este un hecho muy significativo ya que con relación a la etapa anterior, se extendía el programa a una parte muy importante del territorio nacional llegando a territorios que anteriormente quedaban excluidos por no haber tenido en ellos implantación el sector público estatal.
Por otra parte el programa se ha adaptado para hacer frente a nuevas realidades como los fenómenos de deslocalización en los sectores textil-confección, mueble, juguete, calzado, curtido, marroquinería, y también hacer énfasis en zonas específicas afectadas por graves problemas de despoblación y de desarrollo económico (planes específicos provinciales).
Así, estas ayudas se articulan a través de convocatorias anuales: una, general, que abarca todos los territorios dentro del Mapa de Ayudas para España de la Unión Europea (2007-2013), y otras, más flexibles, que acuden a territorios específicos que se aprueban cada año (Campo de Gibraltar, zonas afectadas por procesos de deslocalización de los sectores textil-confección, calzado, mueble, juguete, curtido y marroquinería, comarcas de Ferrol, Eume y Ortegal, provincias de Soria, Teruel y Jaén, Margen Izquierda del Nervión, Bahía de Cádiz y comarca de Almadén).